# Dolmen de Son Bauló de Dalt
Le dolmen de Son Bauló de Dalt est un dolmen situé sur la commune de Santa Margalida, sur l'île de Majorque, dans l'archipel des Îles Baléares, en Espagne.

## Description
Le dolmen est composé d'une chambre rectangulaire de 2,30 m de long sur 2,10 m de large, délimitée par quatre orthostates d'une hauteur moyenne de 1 m, soigneusement taillés et assemblés en grès tendre, facile à travailler et abondant localement. Elle est précédée d'une antichambre, également rectangulaire, de 1,70 m sur 1,40 m. Le passage de l'une à l'autre s'effectuait par une dalle mitoyenne qui comportait ne ouverture circulaire au centre, dont il ne reste que la moitié inférieure. L'ensemble était recouvert par un tumulus circulaire, ceinturé par un cercle de seize petits orthostates d'un diamètre de 6,30 m, qui s’apparente à celui du dolmen de S'Aigua Dolça. Il a été édifié sur une plate-forme ovale irrégulière de 16 m de long sur 9,50 m de large, constituée de petites dalles posées à plat.
Le dolmen a été déclaré Bien d'Intérêt Culturel.

## Matériel archéologique
Lors des fouilles une couche archéologique d'environ 0,25 m d'épaisseur a été trouvée dans la chambre : elle avait été bouleversée par les racines d'un épais buisson de lentisque et probablement par une violation antérieure à une époque inconnue. Le matériel archéologique découvert comprend principalement des fragments de céramique ainsi qu'un objet en bronze, un petit fragment de silex non taillé et un mollusque fossile. La céramique correspond à des vases globulaires et quelques vases à fond plat. L'objet en bronze est une petite alène avec une extrémité pointue et l'autre aplatie.
Les ossements humains trouvés correspondent à au moins cinq individus : crânes, fragments de crânes, fragments de mandibules, une quarantaine de dents, os longs et vertèbres. Les crânes avaient été déposés contre les dalles latérales.
Le dolmen est daté d'une période comprise entre 1880 et 1520 av. J.-C..